# Sphagnum warnstorfii
Sphagnum warnstorfii là một loài rêu trong họ Sphagnaceae. Loài này được Russow mô tả khoa học đầu tiên năm 1888.

## Hình ảnh

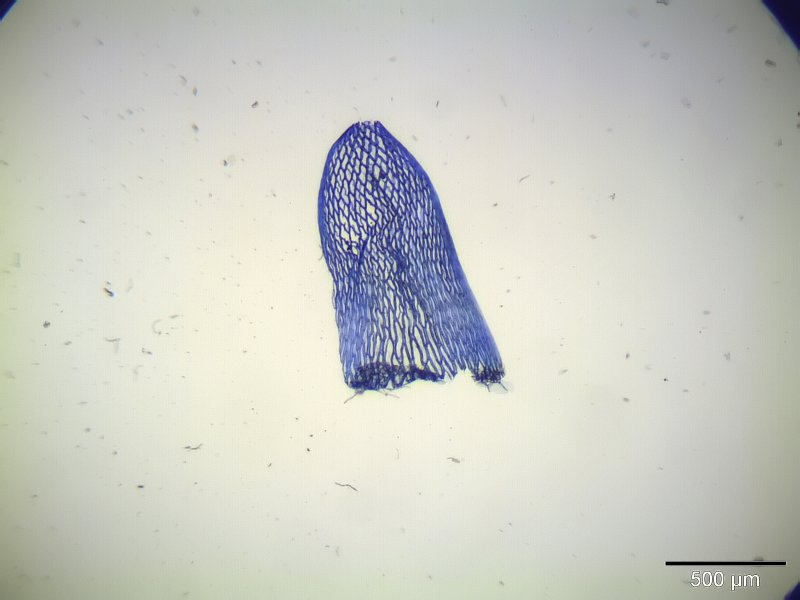
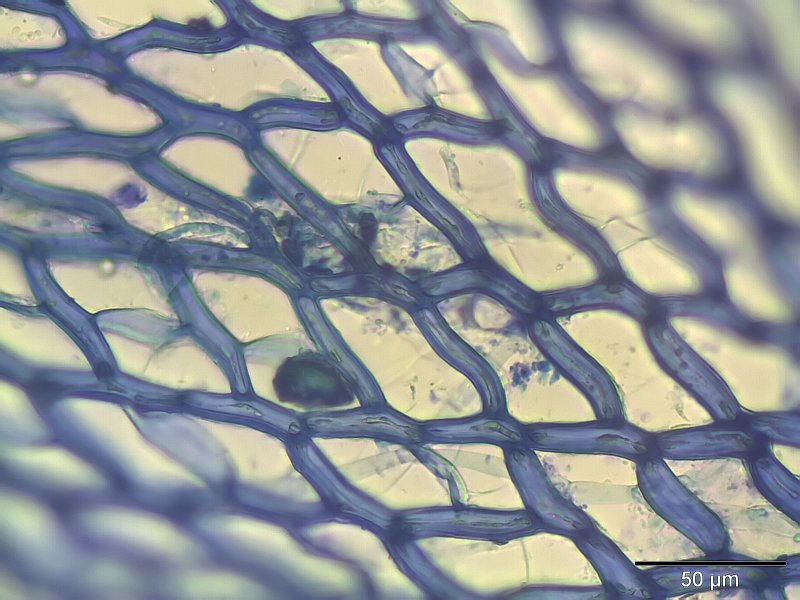
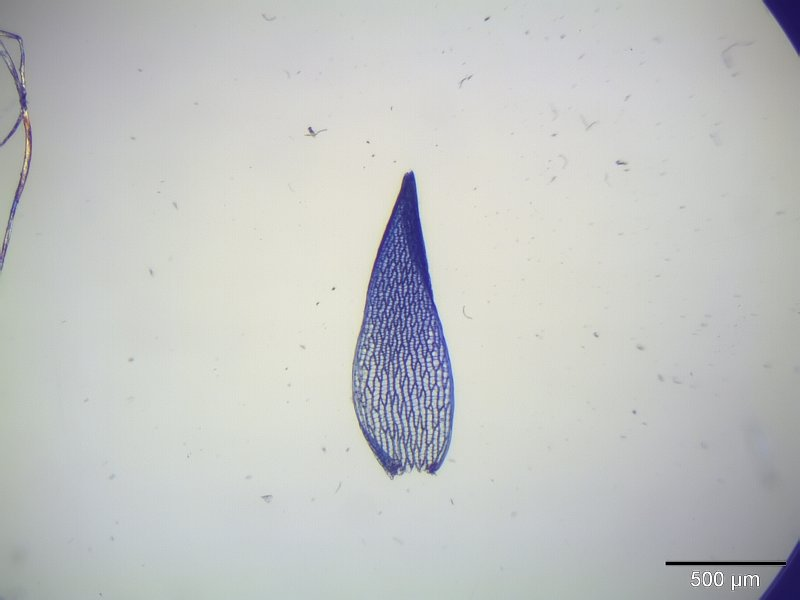
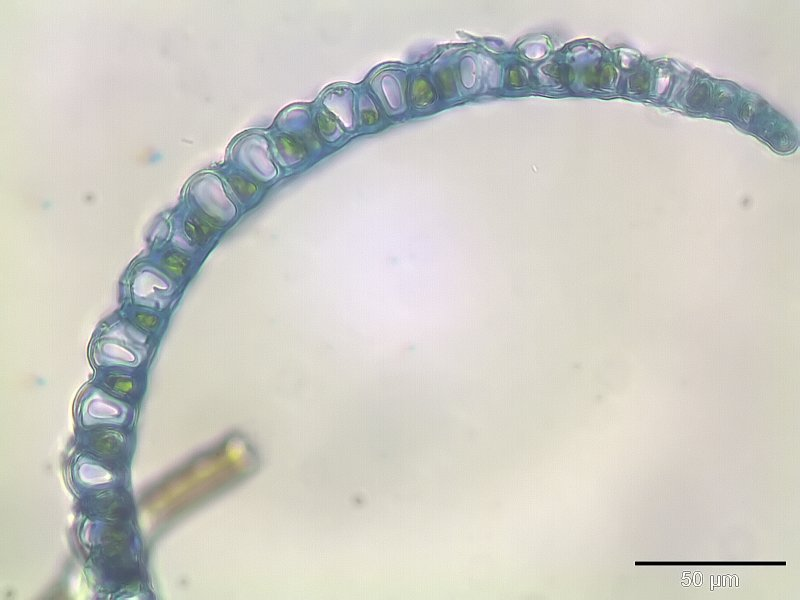